# Alberto Palacio
Alberto de Palacio y Elissague (Sare, País Basco francês, 24 de janeiro de 1856 – Guecho. 11 de maio de 1939) foi um engenheiro e arquiteto espanhol.
Nasceu em Sare, País Basco francês, e cresceu em Gordejuela.
Estudou na Escola de Arquitetura de Barcelona e completou seus estudos em Paris, estudando matemática, engenharia, astronomia e medicina. Foi aluno e discípulo de Gustave Eiffel.

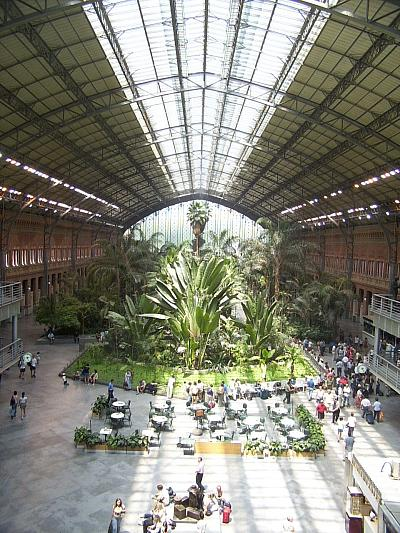
Estação de Atocha, Madrid

## Obras

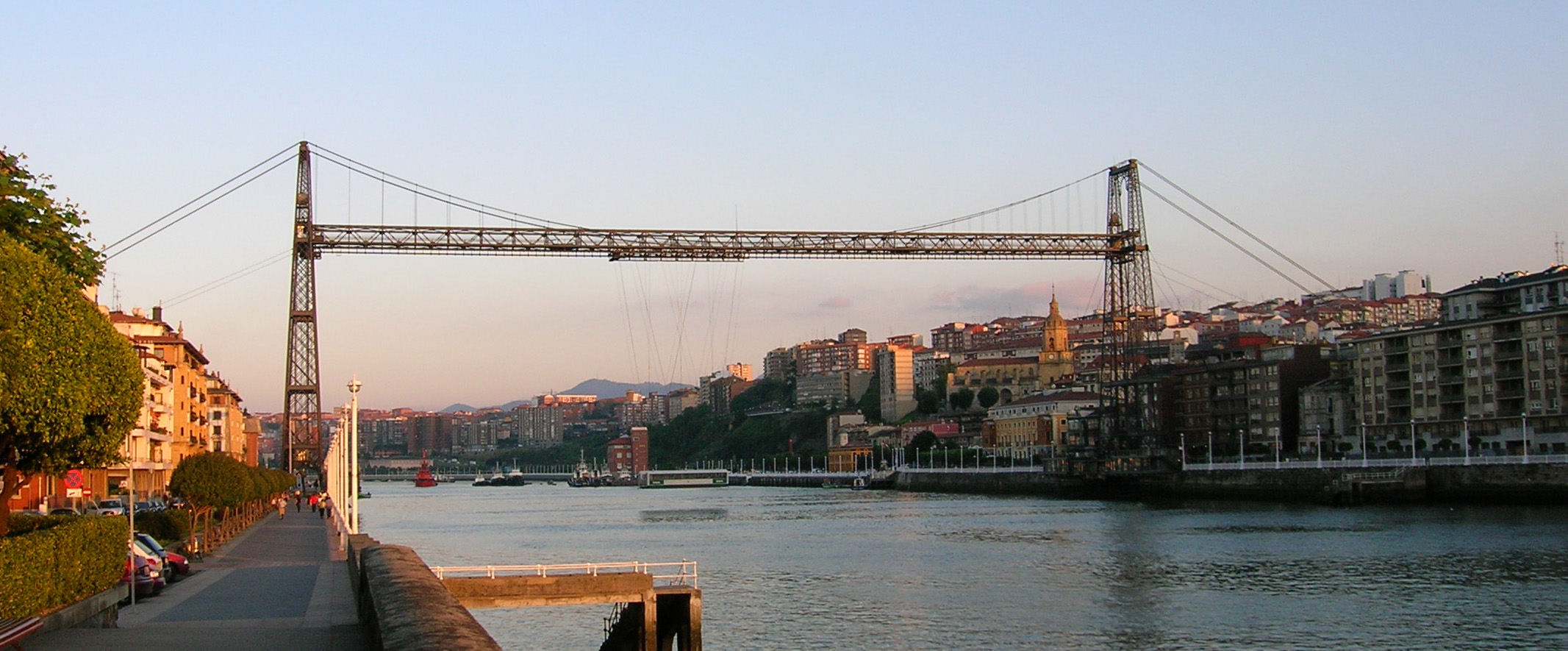
Ponte da Biscaia

Entre 1890 e 1893 trabalhou com seu irmão Silvestre de Palacio em seu mais importante projeto, a Ponte da Biscaia sobre o rio Nervión, entre Portugalete e Guecho, pela qual obteve reconhecimento internacional. Foi a primeira ponte deste tipo a ser construída.
Todo seu trabalho é caracterizado pela busca da funcionalidade e inovação, onde o ferro e o vidro são usados preferencialmente. Trabalhou longos períodos em Madrid, onde:
- Participou da construção do Palácio de Velázquez nos Jardins do Retiro de Madrid, com o arquiteto Ricardo Velázquez Bosco, coordenador do projeto, e o ceramista Daniel Zuloaga (1881 e 1883).
- Participou da construção do Palácio de Cristal del Retiro (inspirado pelo The Crystal Palace de Londres) no mesmo jardim, novamente com o arquiteto Ricardo Velázquez Bosco, coordenador do projeto, e o ceramista Daniel Zuloaga (1887).
- Projetou e construiu a Estação de Atocha, em colaboração com o engenheiro Saint-James (1889-1892).
- Construiu a fábrica da Osram (1914–1916).

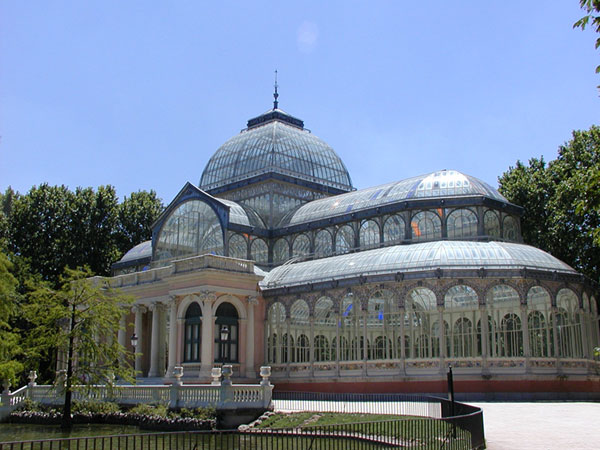
Palácio de Cristal del Retiro.
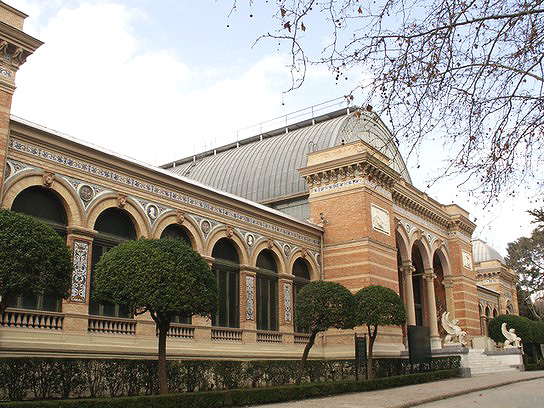
Palácio de Velázquez nos Jardins do Retiro de Madrid.
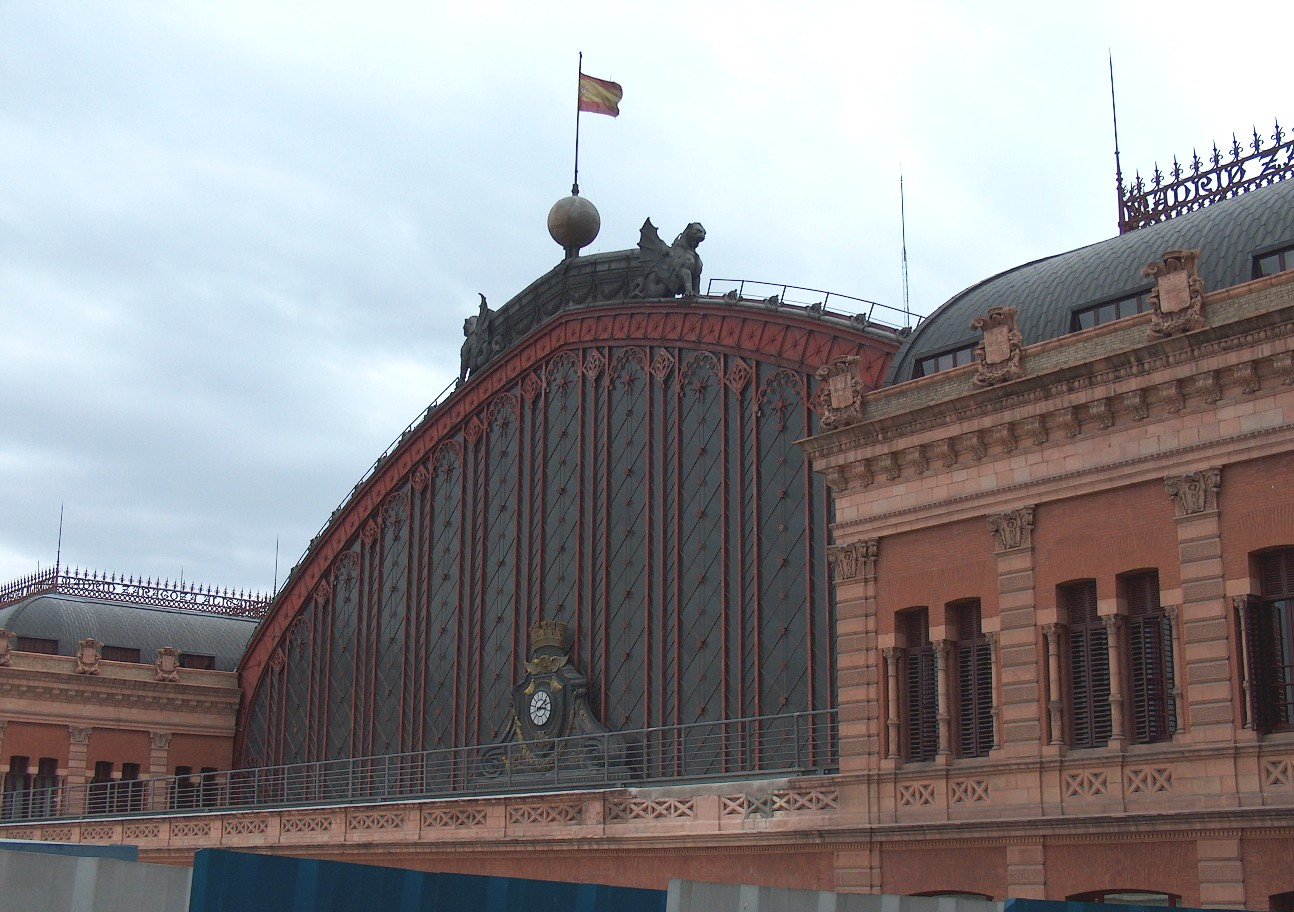
Estação de Atocha.